# Arrondissement de Pointe-à-Pitre
Arrondissement de Pointe-à-Pitre är ett arrondissement i Guadeloupe (Frankrike).   Det ligger i departementet Guadeloupe och regionen Guadeloupe, i den nordöstra delen av Guadeloupe, 50 km nordost om huvudstaden Basse-Terre. Antalet invånare är 211 130.